# Vesī Sar
Vesī Sar (persiska: وِسی سَر, وِسيِه سَر, وِسيِّه سَر) är en ort i Iran.   Den ligger i provinsen Mazandaran, i den norra delen av landet, 140 km öster om huvudstaden Teheran. Vesī Sar ligger 1 472 meter över havet och antalet invånare är 210.
Terrängen runt Vesī Sar är bergig. Runt Vesī Sar är det ganska glesbefolkat, med 34 invånare per kvadratkilometer. Närmaste större samhälle är Pol-e Sefīd, 17,0 km norr om Vesī Sar. Trakten runt Vesī Sar består i huvudsak av gräsmarker.